# Рамсфьелл, Харальд
Ха́ральд Ра́мсфьелл (норв. Harald Ramsfjell; род. 20 июля 1957) — норвежский кёрлингист.
В составе мужской сборной Норвегии серебряный призёр чемпионата мира 1980, участник двух чемпионатов Европы (лучший результат — бронзовые призёры в 1979).
Играл на позициях первого и второго.

## Достижения
- Чемпионат мира по кёрлингу среди мужчин: серебро (1980).
- Чемпионат Европы по кёрлингу: бронза (1979).

## Команды
| Сезон   | Четвёртый         | Третий            | Второй            | Первый            | Турниры           |
| ------- | ----------------- | ----------------- | ----------------- | ----------------- | ----------------- |
| 1978—79 | Rolv Kristian Yri | Torger H. Sletten | Харальд Рамсфьелл | Øystein Skyberg   | ЧЕ 1978 (5 место) |
| 1979—80 | Кристиан Сёрум    | Эйгиль Рамсфьелл  | Гуннар Меланд     | Харальд Рамсфьелл | ЧЕ 1979 · ЧМ 1980 |

(скипы выделены полужирным шрифтом)